# Donacia assimilis
Donacia assimilis är en skalbaggsart som beskrevs av Lacordaire 1845. Donacia assimilis ingår i släktet Donacia och familjen bladbaggar. Inga underarter finns listade i Catalogue of Life.